# Nothochrysa praeclara
Nothochrysa praeclara là một loài côn trùng trong họ Chrysopidae thuộc bộ Neuroptera. Loài này được Statz miêu tả năm 1936.